# Tianfu Center
Le Tianfu Center (en chinois : 天府中心), connu localement sous le nom de Panda Tower, est un gratte-ciel en construction situé dans la nouvelle zone de Chengdu Tianfu à Chengdu, en Chine dont l'achèvement est prévu en 2026.

## Description
La tour de 95 étages, haute de 489 m (1 604 pieds), a été conçue par le cabinet d'architecture américain Kohn Pedersen Fox. 
Elle dépassera la Chengdu Greenland Tower — dont la construction est au point mort — et sera le bâtiment le plus haut de Chengdu et aussi le plus haut bâtiment du sud-ouest de la Chine.